# Aire urbaine de Clermont-l'Hérault
L'aire urbaine de Clermont-l'Hérault est une aire urbaine française centrée sur la ville de Clermont-l'Hérault, dans le département de l'Hérault.

## Données globales
En 2020, l'Insee définit un nouveau zonage d'étude : les aires d'attraction des villes. L'aire d'attraction de Montpellier remplace désormais son aire urbaine, avec un périmètre différent.
En 2010, selon l'Insee, l'aire urbaine de Clermont-l'Hérault est composée de trois communes, toutes situées dans l'arrondissement de Lodève, subdivision administrative du département de l'Hérault.
L'aire urbaine de Clermont-l'Hérault correspond aussi à l'unité urbaine de Clermont-l'Hérault et est composée des mêmes communes.

## Délimitation de l'aire urbaine de 2010
En 2010, l'Insee a procédé à une révision des délimitations des aires urbaines  de la France; celle de Clermont-l'Hérault est composée de trois communes.

### Communes
Liste des communes appartenant à l'aire urbaine de Clermont-l'Hérault selon la nouvelle délimitation de 2010 et sa population municipale en 2017 (liste établie par ordre alphabétique) :
| Nom                | Code Insee | Statut | Superficie (km2) | Population (dernière pop. légale) | Densité (hab./km2) |
| ------------------ | ---------- | ------ | ---------------- | --------------------------------- | ------------------ |
| Clermont-l'Hérault | 34079      |        | 32,49            | 9 372 (2022)                      | 288                |
| Lacoste            | 34124      |        | 7,46             | 312 (2022)                        | 42                 |
| Nébian             | 34180      |        | 9,79             | 1 573 (2022)                      | 161                |

## Évolution démographique
L'évolution démographique ci-dessous concerne l'aire urbaine selon le périmètre défini en 2010.
| 1968  | 1975  | 1982  | 1990  | 1999  | 2006  | 2011  | 2016   | 2017   |
| ----- | ----- | ----- | ----- | ----- | ----- | ----- | ------ | ------ |
| 7 188 | 6 407 | 6 872 | 7 223 | 7 806 | 8 572 | 9 711 | 10 471 | 10 565 |